# Maira calopogon
Maira calopogon là một loài ruồi trong họ Asilidae. Maira calopogon được Bigot miêu tả năm 1878. Loài này phân bố ở miền Australasia.